# On track
On track is het debuutalbum van Damanek, een muziekgroep rondom Guy Manning. Manning heeft dan een reeks soloalbums op zijn naam staan, maar voert ook met Parallel or 90 Degrees en The Tangent een uitgebreide discografie aan. Damanek komt voort uit de band United Progressive Fraternity, dat met Fall in love with the world slechts tot een album kwam. De naam Damanek komt voort uit de leden Dan Mash, Guy Manning en Marek Arnold. Vierde lid is Sean Timms uit de band Unitopia (progressieve rock) en Southern Empire (hardrock). Het album kreeg het stempel progressieve rock mee, maar er zijn ook invloeden van jazz en funk te horen, Progwereld maakte een vergelijking met Steely Dan. 
Voor het debuutalbum werd een hele ris gastmusici ingeschakeld. Opnamen vonden plaats in Leeds, maar er werd ook gebruik gemaakt via dropbox, Simms zat nog in Australië. On track staat voor drie begrippen. Het album is in Mannings ogen een oproep om de wereld weer op het juiste spoor te krijgen; de muziek is in tracks op het album gezet en de originele hoes van Antonio Seijas zou spoorlijnen laten zien tussen diverse steden. Dat laatste concept werd op voorstel van het platenlabel losgelaten ten faveure van een hoes ontworpen door Tony Lythgoe. 

## Musici
- Guy Manning – zang, toetsinstrumenten, akoestische gitaar, mandoline, bouzouki, e-bow, percussie
- Marek Arnold – saxofoons, klarinet, toetsen, seaboard
- Dan Mash – basgitaar
- Sean Timms – toetsen, banjo, achtergrondzang

Met
- Brady Thomas Green - drumstel (tracks 1-6) (uit Southern Empire)
- Tim Irrgang – percussie (uit band United Progressive Fraternity)
- Antonia Vittozzi – elektrische gitaar (uit band Soul Secret)
- Luke Machin – elektrische gitaar (uit Maschine, The Tangent en Klama)
- Nick Magnus – toetsen (track 3)
- Phideaux – zang (track 8) (uit Phideaux)
- Ulf Reinhardt – drumstal (track 8) (uit Seven Steps to the Green Door)
- Stephen Dundan – dwarsfluit (track 7) (uit Molly Bloom)
- Chris Catling (gitaar, track 4), David B, Julie King, Kevin Currie (achtergrondzang), Eric Santucci (trompet), Alex Taylor (trombone)

## Muziek
Alle muziek en teksten van Guy Manning

| Nr. | Titel                    | Duur  |
| --- | ------------------------ | ----- |
| 1.  | Nanbohzo and the rainbow | 7:47  |
| 2.  | Long time, shadow falls  | 7:45  |
| 3.  | The cosmic score         | 5:54  |
| 4.  | Believer-redeemer        | 5:46  |
| 5.  | Oil over Arabia          | 5:32  |
| 6.  | Big parade               | 4:14  |
| 7.  | Madison Blue             | 3:11  |
| 8.  | Dark sun                 | 13:40 |